# Matevž Malešič
Matevž Malešič (ur. 13 lutego 1989 w Lublanie) – słoweński wioślarz.

## Osiągnięcia
- Mistrzostwa Świata U-23 – Račice 2009 – dwójka podwójna wagi lekkiej – 2. miejsce[1].
- Mistrzostwa Świata – Poznań 2009 – dwójka podwójna wagi lekkiej – 13. miejsce[1].
- Mistrzostwa Europy – Montemor-o-Velho 2010 – dwójka podwójna wagi lekkiej – 5. miejsce[1].